# Bengt Segerstedt
Bengt Herman Odhner Segerstedt, född 20 februari 1911 i Låssa i Uppland, död 24 juni 1986 i Hässelby, var en svensk intendent, fil. kand., tecknare och grafisk formgivare.
Han var son till arkitekten Viktor Segerstedt och Gerda Odhner och gift 1952 med regissören Ingrid Luterkort. Segerstedt var verksam som lärare vid Grundtvigs Højskole i Danmark 1934–1935 och blev efter studier i Uppsala fil. kand. 1941. Han anställdes som intendent vid Sveriges Radio 1948 där han ansvarade för handkomposition och typografi till företagets publikationer. Tillsammans med Karl Axel Arvidsson utgav han boken Nordiskt måleri 1957 och Svenskt måleri 1958. Under 1930-talet var han en aktiv karikatyrtecknare varav några av hans teckningar idag ingår i Uppsala universitetsbiblioteks samling.